# Rob Ramsay
Pour les articles homonymes, voir Ramsay.
Robert James Ramsay, né le 2 septembre 1986 à Toronto, est un acteur canadien. Il est connu pour le rôle de Donnie dans Blue Mountain State, ainsi que celui de Percy Budnick dans Aaron Stone. Il a également tenu le premier rôle dans un court métrage appelé Town Patch. Il apparaît dans XIII : La Série.

## Filmographie
- 2012 : XIII : La Série : Barnabis
- 2011 : Town Patch : Jon
- 2010 : Cell 213 : Rory
- 2010 : Mudpit : Phillipe
- 2010 : The Listener : Aaron
- 2010 : Pure Pwnage : Ruben
- 2010 : Aaron Stone : Percy Budnick
- 2009-2012 : Blue Mountain State : Donnie